# Стрельбицкая, Александра Ивановна
Александра Ивановна Стрельбицкая (укр. Олександра Іванівна Стрельбицька, 6 декабря (19 ноября) 1905, Одесса — 2 марта 1980, Киев) — украинский советский учёный в области строительной механики, доктор технических наук (с 1959), профессор (с 1969), заслуженный деятель науки УССР (с 1966).

## Биография
Родилась 6 декабря (19 ноября) 1905, в Одессе, в семье известного православного писателя Иоанна Хрисанфовича Стрельбицкого, была внучатой племянницей Архиепископа Волынского и Житомирского — Модеста Стрельбицкого.
В 1932 окончила Киевский инженерно-строительный институт (ныне Киевский национальный университет строительства и архитектуры). В 1934—1941 — там же на преподавательской работе на кафедре строительной механики.
В 1933—1980 работала в Институте механики АН УССР. В 1959 защитила докторскую диссертацию.

## Научная деятельность
Основные работы А. И. Стрельбицкой касаются расчёта металлических конструкций при пластических деформациях, теоретических и экспериментальных исследований тонкостенных стержней и рам с пределом упругости, изучение упруго-пластического состояния пластин и пологих оболочек при поперечном нагрузке.

## Избранные научные труды
- Теория рам из тонкостенных стержней / Горбунов Б. Н., Стрельбицкая А. И.// М., 1948. — 198 с.
- Предельное состояние рам из тонкостенных стержней при изгибе с кручением : монография / А. И. Стрельбицкая. — Киев : Наукова думка, 1964. — 254 с.
- Экспериментальное исследование упруго-пластической работы тонкостенных конструкций / А. И. Стрельбицкая, Евсеенко. // АН УССР, Ин-т механики.- Киев: Наук. думка, 1968. 182 с.
- Изгиб прямоугольных пластин за пределом упругости / Стрельбицкая А. И., Колгадин В. А., Матошко С. И. // Киев: Наукова думка, 1971. — 244 с.